# Sukacz
Sukacz (biał. Сукач; ros. Сукач) – wieś na Białorusi, w obwodzie brzeskim, w rejonie hancewickim, w sielsowiecie Lubaszewo.
W dwudziestoleciu międzywojennym leżała w Polsce, w województwie poleskim, w powiecie łuninieckim, gminie Kruhowicze.